# Tapinoma festae
Tapinoma festae este o specie de furnici din genul Tapinoma. Descrisă de Emery în 1925, specia este endemică în Grecia, Iran și Turcia